# 辛伐他汀
辛伐他汀（Simvastatin）為一種口服降血脂藥物，常見商品名「Zocor」。該品可與運動、飲食控制和減重併用，以避免發生血脂升高。此外辛伐他汀也可降低高心臟病風險者發作的機會。
嚴重副作用包含肌肉病變、肝臟傷害，以及血糖升高。常見副作用則有便祕、頭痛，和噁心。有腎臟問題者宜降低劑量。有證據顯示妊娠期間服用該藥物會對胎兒造成傷害，哺乳期間不得使用該品。辛伐他汀屬於HMG-CoA还原酶抑制剂，藉此抑制肝臟製造膽固醇
辛伐他汀是由土麴黴內提煉而得，最早是由默克藥廠所開發，並於1992年開始進入醫療用途。該藥列名於世界衛生組織基本藥物清單，屬於基礎醫療體系必備藥物之一。該藥屬於通用名藥物 。2014年該品的批發價位於0.01至0.12元美金之間。在美國其其價格則位於0.50至1.00美金之間。

## 历史
辛伐他汀的发展与洛伐他汀的研究与发展紧密相关。在1950年代初，默克公司的生物化学家杰西·哈弗（Jesse Huff）与他的同事们在开始研究胆固醇的生物合成。在1956年，卡尔·福克斯（Karl Folkers）和卡尔·霍夫曼（Carl Hoffman）以及其他在默克公司的研究人员在酵母提取物中分离出了甲瓦龙酸（又名“甲羟戊酸”）；而哈弗的團隊证实，甲瓦龙酸是胆固醇生物合成的中间产物。1959年，马克斯普朗克研究所的研究人员发现了在体内胆固醇生成中起了重要作用的物质——羟甲戊二酰辅酶A还原酶（HMA-CoA reductase）。这项发现使得世界各地的科学家们积极寻找一种有效抑制这种酶的抑制剂。
在1973年，日本生物化学家远藤章在日本三共制药公司第一次从桔青霉菌（Penicillium citrinum）中分离出了一种抑制剂美伐他汀（mevastatin，Compactin，ML-236B）。1979年，霍夫曼和他的同事从土曲霉中分离出洛伐他汀。在开发与研究洛伐他汀的过程中，默克公司的科学家们从土曲霉的发酵产物中合成衍生出一个更有效的HMG-CoA还原酶抑制剂，并命名定为MK-733，这便是后来的辛伐他汀。

## 用途
辛伐他汀是一個功能強大的血脂降低的藥物，其劑量為5毫克到80毫克。辛伐他汀主要用途是治療血脂失調和預防心血管疾病。病者應先嘗試其他降低血脂的方法，如從飲食方面著手、透過做運動以減輕體重。這些措施無效時方使用辛伐他汀。
在一个非随机研究中证实，辛伐他汀可以降低阿尔茨海默氏症或帕金森病的风险达50%。

## 供应
自辛伐他汀出现以来，已出现关于它對於血脂失調治疗和改善动脉粥样硬化的代价的争论。虽然这也影响到其它他汀类药物，但是作为他汀类药物中的首选，辛伐他汀因而被广泛應用于临床实践中。
一些大型流行病学研究意图发现哪一类病人将从他汀类药物中受惠最多。大多数研究将辛伐他汀包括其中。最有影响力的研究分别是《斯堪的纳维亚辛伐他汀生存研究》（Scandinavian Simvastatin Survival Study）和《心脏保护研究》（Heart protection study）。
目前已经很清楚，如果病人有一个或多个与心血管疾病（如糖尿病、高血压或明确的家族病史），即使他的胆固醇水平不是很高，服用辛伐他汀对他也是有益的。
辛伐他汀出现于1980年代末，现在在许多国家，辛伐他汀已经成为一个非专利制剂。这使大部分他汀类药物的价格大为降低，以及重新評估对预防他汀类治疗的卫生经济学。

## 药理学
所有他汀类都有抑制HMG-CoA还原酶而起作用、限制HMG-CoA还原酶通路效率以及限制体内产生胆固醇的代谢途径的作用。
相對其他血脂調節劑，他汀类药物對於降低低密度脂蛋白的濃度具有強勁效能，但它們對於降低三酸甘油脂濃度的效能則未及Fibrate類藥物；但不論總膽固醇濃度有多少，他汀都能有效降低因血脂濃度高而患上致命心血管疾病的風險。
药物以一种摄入后水解并产生活性剂的非活性内酯的形式存在。它是一个白色不吸水的结晶性粉末，它几乎不溶于水，但是完全溶于氯仿，甲醇和乙醇。

### 相互作用
葡萄柚及柚子含有黄酮类化合物柚皮素和呋喃香豆素类化合物佛手柑素，它可以抑制腸道细胞色素P450 3A4 (CYP3A4)，这將會减慢辛伐他汀和大量的其他药物的代谢，造成血漿藥物濃度大為提升。為防止藥物濃度超出安全範圍，患者服用辛伐他汀应限制葡萄柚和含有葡萄柚的食品摄入量。
2008年8月8日，美國食品藥物管理局（FDA）發出警告指出辛伐他汀與胺碘酮（amiodarone）共同服用將增加橫紋肌溶解症的風險，此症嚴重可引致腎衰竭並死亡。這個藥物相互作用會否發生，取決於辛伐他汀的劑量（超過20毫克），因此辛伐他汀與胺腆酮共同服用時，要避免前者的劑量過高。
2010年3月19日，FDA指出高劑量（80毫克）的辛伐他汀，或低劑量的辛伐他汀與其它藥物共同服用，能增加患上肌肉損傷（myopathy）的風險。此乃根據《對於進一步減低膽固醇與高半胱氨酸水平的效用研究》（Study of the Effectiveness of Additional Reductions in Cholesterol and Homocysteine (SEARCH)）作出的結論。
根據研究，最高的80毫克劑量導致1千名服用者中61名患上肌肉損傷；而40毫克劑量中1萬名中有8名患上此症。FDA警告（2011年6月8日），80毫克辛伐他汀應只用於已服用此劑量超過12個月，且並未有證實因而患上肌傷的病人身上，它不能用於新症病人，包括已有服用此藥的較低劑量的病人。
2010年FDA指出辛伐他汀的其它藥物相互作用，此藥不應與伊曲康唑、酮康唑、紅霉素、克拉霉素（clarithromycin）、泰利霉素（telithromycin）、HIV蛋白酶抑制劑（HIV protease inhibitor）或奈法唑酮（nefazodone）共服。10毫克辛伐他汀不應與吉非貝齊（gemfibrozil）、環孢素或達那唑（danazo）共服。20毫克辛伐他汀不能與胺碘酮或維拉帕米共服。40毫克則不能與地爾硫卓共服。以上藥物都屬CYP3A4抑制劑，它們能減低辛伐他汀的代謝，增加辛伐他汀的血漿濃度和患上肌肉損傷的風險。

## 禁忌
辛伐他汀並不適合小孩和年輕人服用。孕婦、準備懷孕、母乳餵養者或患有肝病的人忌服辛伐他汀。孕婦服用此藥能導致畸胎；母乳餵餔者服用此藥，藥物成份能干擾嬰兒脂質代謝。此藥忌與氨氯地平（amlodipine）共服。

## 副作用
常见的副作用为（>1%的发病率）可能包括腹痛，腹泻，消化不良，以及感觉肌肉无力。罕见的副作用包括关节疼痛，记忆力丧失，肌肉痉挛。長期服用辛伐他汀可致患上淤胆型肝炎（cholestatic hepatitis）、肝硬化、横纹肌溶解症和肌炎（myositis）。嚴重的過敏反應則是罕見的。如服藥後遇皮疹、發癢、暈眩、呼吸或吞嚥困難，應立即求醫。
2011年6月8日，美國食品藥物管理局宣佈高劑量辛伐他汀服用者之安全建議劑量為80毫克，這項宣布是基於本藥具有可能引致服用者患上肌肉損傷的風險。
2012年3月，美國食品藥物管理局更新他汀類藥物使用指引，以應對指出造成記憶力減退、肝臟損傷、血糖增加、2型糖尿病和肌病的報告。新指引指出：
- 食品藥物管理局發現他汀類藥物引發肝臟損傷屬較為罕見，但不代表不會發生。
- 所有他汀類藥物均能引致記憶力減退和健忘，影響不限於服用者的年齡。有報告指出受影響者出現思想無法集中的情況。
- 有報告指出他汀類藥物引致血糖輕微上升和2型糖尿病引發的風險增加。
- 一些藥物能與他汀相互作用並引起肌炎，其特徵是肌肉出現疲勞感和疼痛。